# World Cup 1980 (snooker)
World Cup 1980 (State Express World Cup) var en lagtävling i snooker för tremannalag, som spelades i New London Theatre, London, England. Sex lag deltog i turneringen. Den totala prissumman var £ 31 555, varav £ 9000 gick till det segrande laget (Wales).

## Format
De sex lagen delades in i två trelagsgrupper. Varje gruppmatch avgjordes i bäst-av-15 frames (varje spelare spelade 5 frames, 3 mot en av spelarna i motståndarlaget och 1 mot var och en av de två andra), alla frames spelades klart även om matchen var avgjord. De två högst placerade lagen i varje grupp gick vidare till slutspel, även där avgjordes matcherna i bäst-av-15, men "döda" frames spelades inte.
Irländska republiken och Nordirland ställde upp med ett gemensamt irländskt lag, bestående av nordirländarna Alex Higgins och Dennis Taylor, samt irländaren Patsy Fagan
.

## Gruppspel
| Wales             | 10 - 5 | Kanada            |
| Kanada            | 9 - 6  | Resten av världen |
| Resten av världen | 2 - 13 | Wales             |

|                   | V | F | Frames  |
| Wales             | 2 | 0 | 23 - 7  |
| Kanada            | 1 | 1 | 14 - 16 |
| Resten av världen | 0 | 2 | 8 - 22  |

| England    | 11 - 4 | Irland     |
| Australien | 8 - 7  | England    |
| Irland     | 10 - 5 | Australien |

|            | V | F | Frames  |
| England    | 1 | 1 | 18 - 12 |
| Irland     | 1 | 1 | 14 - 16 |
| Australien | 1 | 1 | 13 - 17 |

## Slutspel
|  | Semifinaler: Bäst av 15 frames | Semifinaler: Bäst av 15 frames |   |       | Final: Bäst av 15 frames | Final: Bäst av 15 frames |  |  |  |  |
|  |                                |                                |   |       |                          |                          |  |  |  |  |
|  | Wales                          | 8                              |   |       |                          |                          |  |  |  |  |
|  | Irland                         | 7                              |   |       |                          |                          |  |  |  |  |
|  | Irland                         | 7                              |   | Wales | 8                        |                          |  |  |  |  |
|  |                                |                                |   | Wales | 8                        |                          |  |  |  |  |
|  |                                | Kanada                         | 5 |       |                          |                          |  |  |  |  |
|  | England                        | Kanada                         | 5 | 5     |                          |                          |  |  |  |  |
|  | England                        |                                |   | 5     |                          |                          |  |  |  |  |
|  | Kanada                         | 8                              |   |       |                          |                          |  |  |  |  |

Det segrande walesiska laget bestod av Ray Reardon, Terry Griffiths och Doug Mountjoy. Finalmotståndarna Kanada ställde upp med Cliff Thorburn, Kirk Stevens och Bill Werbeniuk. Kanada ledde finalen med 5-4, men Wales vann fyra frames i rad, och matchen med 8-5.